# Pithampur
Pithampur è una suddivisione dell'India, classificata come nagar panchayat, di 68.051 abitanti, situata nel distretto di Dhar, nello stato federato del Madhya Pradesh. In base al numero di abitanti la città rientra nella classe II (da 50.000 a 99.999 persone).

## Geografia fisica
La città è situata a 22° 38' 30 N e 75° 38' 17 E.

## Società

### Evoluzione demografica
Al censimento del 2001 la popolazione di Pithampur assommava a 68.051 persone, delle quali 39.725 maschi e 28.326 femmine. I bambini di età inferiore o uguale ai sei anni assommavano a 12.416, dei quali 6.464 maschi e 5.952 femmine. Infine, coloro che erano in grado di saper almeno leggere e scrivere erano 42.312, dei quali 29.066 maschi e 13.246 femmine.